# Nicole Aunapu Mann
Nicole Victoria Aunapu Mann (California, Estados Unidos, 27 de junio de 1977) es una teniente coronel del Cuerpo de Marines de los Estados Unidos y astronauta de la NASA desde 2013.
Se graduó en la Academia Naval de los Estados Unidos, La Universidad de Stanford y la Escuela de Pilotos Navales de Prueba de los Estados Unidos. Es piloto de F/A 18 y se capacitó como candidata a astronauta en julio de 2015.

## Biografía
Nicole Mann creció en Penngrove, California, y asistió a la Rancho Cotate High School, en Rohnert Park, California. Según dijo su familia a la prensa de Santa Rosa, ella no había mostrado mucho interés en el espacio cuando era pequeña, pero decidió que tras graduarse de su tercer año en la escuela secundaria asistiría a la Academia Naval de los Estados Unidos para comenzar su formación militar.
Fue comisionada como Segunda Teniente en el Cuerpo de Marines de los Estados Unidos en 1999. Después de la escuela de postgrado completó The Basic School (TBS) en Quantico, Virginia y se presentó en la Naval Air Station (NAS) de Pensacola, Florida, para comenzar su entrenamiento de vuelo en 2001. Obtuvo sus alas de oro como aviadora naval en 2003 e informó al VFA-106 para el entrenamiento en el F/A-18C. Comenzó su carrera de vuelo operacional en 2004 con los Thunderbolts de VMFA-251, establecidos en Beaufort, Carolina del Sur. Durante esta asignación, desplegó dos veces con CVW-1 a bordo del USS ENTERPRISE (CVN-65) y voló en misiones de combate en apoyo de las operaciones invasión de Irak de 2003 y Enduring freedom. Cuando regresó de su segundo despliegue, informó a la Escuela Piloto de Prueba Naval de los Estados Unidos, Clase 135, en NAS Patuxent River, Maryland.
En junio de 2009, informó al Escuadrón de Prueba y Evaluación de Aire DOS TRES (VX-23) como Piloto de Prueba F/A-18 / como oficial de proyecto. Mientras estaba en VX-23, Mann ejecutó una variedad de pruebas de vuelo, que incluyen la expansión de la envolvente de cargas, las cualidades de vuelo, el operador adecuación y separación de municiones en el F / A-18A-F. En la primavera de 2011, Mann asumió funciones como el VX-23 Oficial de operaciones. En julio de 2012, la comandante fue asignado a PMA-281 como el sistema conjunto de planificación de misiones. Jefa de equipo de producto integrado (IPT) expedicionario (JMPS-E) y oficial de enlace de flota JMPS cuando es seleccionada como candidata a astronauta. Ha acumulado más de 2.000 horas de vuelo en 22 tipos de aeronaves, 200 detenciones de portaaviones y 47 misiones de combate en Irak y Afganistán.

## Carrera en la NASA
Fue seleccionada en junio de 2013 como uno de los ocho miembros de la 21ª clase de astronautas de la NASA. Su capacitación para astronautas incluyó informes científicos y técnicos, instrucción intensiva en sistemas de la Estación Espacial Internacional, caminatas espaciales, robótica, entrenamiento fisiológico, entrenamiento de vuelo T-38 y entrenamiento de supervivencia en el agua y el desierto. Completó la capacitación como candidata a astronauta en julio de 2015 y ahora está calificada para una asignación futura.